# Alpenus
Alpenus is een geslacht van vlinders van de familie spinneruilen (Erebidae), uit de onderfamilie Arctiinae.

## Soorten
- A. affiniola (Strand, 1919)
- A. auriculatus Watson, 1988
- A. diversatus (Hampson, 1916)
- A. dollmani (Hampson, 1920)
- A. geminipuncta (Hampson, 1916)
- A. intactus (Hampson, 1916)
- A. investigatorum (Karsch, 1898)
- A. jacksoni Rothschild, 1910
- A. maculosus (Stoll, 1781)
- A. microsticta (Hampson, 1920)
- A. nigropunctatus (Bethune-Baker, 1908)
- A. pardalina (Rothschild, 1910)
- A. schraderi (Rothschild, 1910)
- A. thomasi Watson, 1988
- A. whalleyi Watson, 1988
- A. wichgrafi Watson, 1988